# Acalypha abingdonii
Acalypha abingdonii là một loài thực vật có hoa trong họ Đại kích. Loài này được Seberg mô tả khoa học đầu tiên năm 1984.